# جاكوب ايوانيك
جاكوب ايوانيك ممثل كندي طفل ولد في 1 سبتمبر 2000 في كندا بدأ مشواره الفني عام 2010 .

## روابط خارجية
- جاكوب ايوانيك على موقع IMDb (الإنجليزية)
- جاكوب ايوانيك على موقع قاعدة بيانات الفيلم (الإنجليزية)

- http://thesceneinto.com/2010/07/the-cat-in-the-hat-knows-a-lot-about-that/ نسخة محفوظة 4 فبراير 2012 على موقع واي باك مشين.
- http://servitudemovie.com/